# Thomas Fairchild

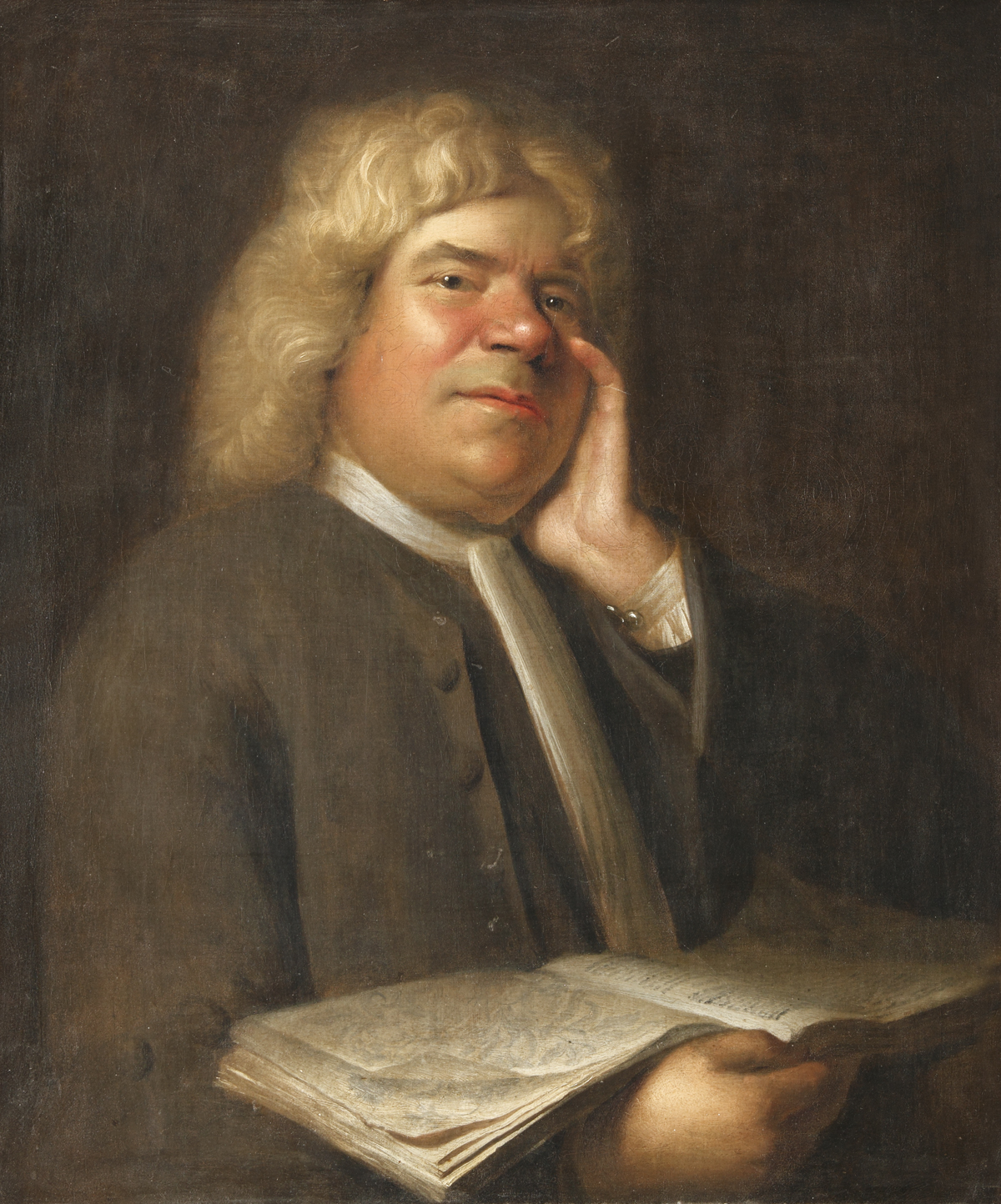
Thomas Fairchild

Thomas Fairchild (* 1667; † 1729) war ein englischer Botaniker und Gärtner. Sein offizielles botanisches Autorenkürzel lautet „Fairchild.“.

## Leben und Wirken
Fairchild war der erste Botaniker, von dem bekannt ist, dass er Experimente mit Pflanzenkreuzungen machte. Um 1717 brachte er Pollen der Bartnelke (Dianthus barbatus) auf die Stempel einer Gartennelke (Dianthus caryophyllus) und erzeugte so eine danach gärtnerisch genutzte Hybride.
Darüber hinaus war er einer der ersten Botaniker, die sich mit der Stadtökologie beschäftigten. In seinem Buch The City Gardener (1722) wird über die Gartenkunst in der Stadt berichtet. Das Werk ist unter anderem deshalb von Bedeutung, weil Fairchild darin erstmals auf die Erholungsfunktion der Gärten hinwies, wobei er schon damals erkannt hatte, dass die Luftverschmutzung in Städten sich auch deshalb negativ auf das Lebensumfeld des Menschen auswirkt, weil viele Pflanzen durch die Raucheinwirkungen beeinträchtigt bzw. geschädigt werden. Er berichtet beispielsweise, dass die Gärten an der Themse weniger von der Verschmutzung betroffen waren als die in anderen Stadtteilen.
Aus seinen Beobachtungen leitete er eine Liste von Pflanzenarten ab, die in den Gärten Londons verwendet werden können und die auch diesen anthropogen veränderten Standortsbedingungen entsprechen. Auch wies er darauf hin, dass bestimmte wärmeliebende Pflanzen in geschützten Lagen innerhalb der Stadt besser wachsen und vor allem fruchten, als an freien, nach oben offenen Standorten und gibt in seinem Buch hierzu gezielte Hinweise.
Die folgende Liste aus The City Gardener zeigt einige Pflanzen, die er zum Anbau empfiehlt (unbestimmte Angaben sind mit cf. gekennzeichnet): 
- Immergrüne Bäume und Sträucher: Europäische Stechpalme (Ilex aquifolium), Efeu (Hedera helix), Gewöhnlicher Buchsbaum (Buxus sempervirens), Breitblatt-Liguster („Italian Evergreen Privet“, Ligustrum cf. ovalifolium), Steineiche (Quercus ilex) und Echter Lorbeer („common bay“, cf. Laurus nobilis).
- Blühende Bäume und Sträucher: Flieder (Syringa spec.), Goldregen (Laburnum spec.), Binsenginster (Spartium junceum), Gelber Blasenstrauch (Colutea arborescens), Geißklee (Cytisus spec.), Jasmin (Jasminum spec.), Gewöhnlicher Schneeball (Viburnum opulus), Rosa × centifolia, Äpfel (Malus), Birne (Pyrus communis), Echte Weinrebe (Vitis vinifera), Winterharte Passionsblume (Passiflora incarnata), Gewöhnliche Robinie (cf. Robinia pseudoacacia), Ulmen (Ulmus spec.), Linden (Tilia), Schwarze Maulbeere („mulberry“ cf. Morus nigra), Echte Feige (Ficus carica), Weißdorn (Crataegus spec.), Platanen (Platanus spec.), Gewöhnliche Rosskastanie (Aesculus hippocastanum), Sauerkirsche (Prunus cerasus), Mandel (Prunus dulcis), Johannisbeeren („currant“, Ribes spec.) und Japanisches Geißblatt (Lonicera japonica).
- Blumen: Strand-Grasnelke (cf. Armeria maritima) (für Beetumrandungen), Türkenbund (Lilium martagon), die Sonnenblumenart Helianthus multiflorus, Bartnelke (Dianthus barbatus), Norfolkeibisch (Lagunaria patersonii), Astern (cf. Aster spec.), Brennende Liebe (Lychnis chalcedonica), Glockenblumen (Campanula spec.), Italienischer Sußklee (Hedysarum coronarium), Frühlings-Iris (Iris verna), Taglilien (Hemerocallis spec.), Eisenhut (Aconitum spec.), Zeitlose (Colchicum spec.), Baldrian (Valeriana spec.), Mutterkraut (Tanacetum parthenium), Nelken (Dianthus spec.) und Landnelke (Dianthus caryophyllus).

Bemerkenswert an dieser Aufstellung ist, dass eine Reihe von nicht in Europa heimischen Pflanzen gelistet sind, die wohl für gärtnerische Zwecke importiert worden sind, sowie die Tatsache, dass beispielsweise eine Reihe von Obstgehölzen genannt werden, Fairchild dem Garten also auch eine Nutzungsfunktion zuschrieb.
Fairchild leitete eine Gärtnervereinigung, die 1730 den Catalogus Plantarum veröffentlichte: Catalogus Plantarum, Tum Exoticarum tum Domesticarum, quae in Hortis haud procul a Londino Sitis in Venditionen propagantur. A Catalogue Of Trees, Shrubs, Plants, and Flowers, Both Exotic and Domestic, Which are propagated for Sale, In the Gardens near London ... by a Society of Gardeners. London: Printed for the Society of Gardeners. Bei diesem Werk handelt es sich um eines der ersten Pflanzenbücher, dem farbige Tafeln mit Pflanzendarstellungen beigefügt, und in dem auch zahlreiche Gartenpflanzen amerikanischer Herkunft dargestellt werden. Für diese werden auch Hinweise zu Anbau und Pflege gegeben. Das Werk wurde von John Miller (1715–1780), einem in Nürnberg als Johann Sebastian Müller geborenen und in London wirkenden Botaniker, herausgegeben.